# Molsdorfer Schloßpark
Molsdorfer Schloßpark este o arie protejată (arie specială de conservare — SAC, sit de importanță comunitară — SCI) din Germania întinsă pe o suprafață de 7 ha, integral pe uscat.

## Localizare
Centrul sitului Molsdorfer Schloßpark este situat la coordonatele 50°54′03″N 10°57′47″E / 50.9008°N 10.9631°E.

## Înființare
Situl Molsdorfer Schloßpark a fost declarat sit de importanță comunitară în iunie 2004 pentru a proteja 1 specie de animale. Situl a fost protejat și ca arie specială de conservare în iulie 2008.

## Biodiversitate
Situată în ecoregiunea continentală, aria protejată conține 2 habitate naturale: Lacuri eutrofice naturale cu vegetație de tip Magnopotamion sau Hydrocharition, Fânețe de joasă altitudine (Alopecurus pratensis, Sanguisorba officinalis).
La baza desemnării sitului se află o specie protejată de  amfibieni: triton cu creastă (Triturus cristatus)
Pe lângă speciile protejate, pe teritoriul sitului au mai fost identificate 1 specie de amfibieni, 3 specii de mamifere, 1 specie de nevertebrate.